# Orgelconcert (Williamson)
Malcolm Williamson voltooide zijn Concert voor orgel en orkest in 1961.

## Geschiedenis
Williamson componeerde het orgelconcert in opdracht van William Glock voor de BBC Proms van 1961. Hij was toen een druk man, want er lag ook een opdracht voor een pianoconcert, zijn derde. Deze twee opdrachten waren het resultaat van zijn toen succesvolle tweede pianoconcert. Hij droeg het werk op aan dirigent Adrian Boult, die andersom een bewondering had voor de muziek van Williamson. Boult gaf dan ook de première van het werk met het London Philharmonic Orchestra met de componist als de solist op 8 augustus 1961; plaats van handeling was de Royal Albert Hall. Dezelfde combinatie nam het werk in januari 1974 op.

## Muziek
Het concert is geschreven in de klassieke driedelige opzet:
1. Andante recitativo - Allegro
2. Andante sostenuto
3. Cadens – allegro

Daar houdt dan de vergelijking met een klassiek direct op.
Het concert begint niet met een solo voor het orgel, maar met een samenspel van pauken, grote trom en harp. Pas na anderhalve minuut voegt het orgel zich in dit samenspel. Het speelt een combinatie van technische loopjes in het bovenwerk en lange statige tonen in het lage register. Na de introductie via slagwerk breekt het concert los. De onderlinge stemmen zijn bijna niet meer van elkaar te onderscheiden; het is een smeltkroes van geluid. De orgel voegt zich bij de blaasinstrumenten en dan soms in het hoge register van het orgel, waar het eigenlijk niet goed uit de voeten kan. De gejaagdheid van het werk, zo bedoeld door de componist, maakt alsof het orgel als het ware buiten adem klinkt. De gejaagde passages worden afgewisseld door de meer statische orgelklanken die meer bekendheid genieten. Deel twee is duidelijk een ander verhaal. Er zijn melodielijnen in orgel en strijkinstrumenten en aan het eind van het deel is zelfs een soort thema te ontdekken, dat echter snel weer los wordt gelaten. Deel drie begint met de cadens voor het orgel, voordat de gejaagdheid weer terugkomt. Uiteindelijk raast het concert naar het eind, maar wordt door een weids notenveld onder een slag op de tamtam tot stilstand gebracht. Overal door het werk klinken dissonante akkoorden, maar ook tonale passages ontbreken niet.

## Orkestratie
- orgel
- piccolo, A-klarinet, basklarinet, fagot doublure met contrafagot
- 4 hoorn, 3 C-trompetten, 2 tenortrombones, 1 bastrombone, 1 tuba;
- 1 stel pauken, percussie waaronder grote trom en tamtam hoorbaar zijn; 2 harpen
- violen, altviolen, celli en contrabassen.

## Meningen
Na de uitvoering ontstond heftige discussie over het werk. De Daily Mail schreef: "Dit kan niet!" De componist schreef er later over dat de liefhebbers van barokke orgelmuziek het werk te vooruitstrevend vonden; de liefhebbers van moderne muziek daarentegen vonden het werk te barok. De componist leek van deze kritiek geleerd te hebben; zijn derde pianoconcert van een jaar later (dat op dezelfde compact disc verscheen) heeft dezelfde gejaagdheid maar is veel beter in balans.

## Discografie
Men vond dit een van de betere werken van de componist; dat is waarschijnlijk ook de reden dat er een opname van is gemaakt. Dat in tegenstelling tot het merendeel van de werken van Williamson, die nog op een (digitale) opname wachten. Maar vanaf de introductie van het medium is er slechts één opname verschenen en die dateert ook nog vanuit het elpeetijdperk, 1974.
- Uitgave LYRITA: Williamson, het Londen Philharmonic o.l.v. Boult

## Bron
- De compact disc
- Dit artikel of een eerdere versie ervan is een (gedeeltelijke) vertaling van het artikel Organ Concerto (Williamson) op de Engelstalige Wikipedia, dat onder de licentie Creative Commons Naamsvermelding/Gelijk delen valt. Zie de bewerkingsgeschiedenis aldaar.
- Australian Music Centre voor orkestratie